# Veres Tamás
Veres Tamás (Cegléd, 1976. július 4. –) magyar író, költő, drámaíró.

## Életpályája
Kamaszkorában kezdett el verseket írni, az 1990-es évek elején. A 2000-es évek végén küldte el verseit irodalmi pályázatokra, amelyek közül szinte mindegyiken dobogós helyen végzett. Gyakran ír olyan verseket, amelyekben egy másik vers is található illetve olyanokat, amelyekben a szó utolsó betűje egyben a következő szó kezdőbetűje. Ezeket láncverseknek vagy szófüzéreknek nevezte el. Ilyen például az igaz barátságról című verse.
2003 és 2007 között a Nokomplett füzetek sorozatban jelentek meg viccfüzetei: Az 500 Nokomplett iskolai intő, az 500 Nokomplett iskolai aranyköpés és a Nokomplett panaszkönyv.
2006-ban középdöntős volt szerző kategóriában a Rádió Humorfesztiválján.
2011-ben a kameleononline.hu a Nincs tovább című versét az év versének választotta.
2011-ben megnyerte a Tanítványi Láncolat Radnóti műelemzés pályázatát.
2011-ben megnyerte a ninimo.hu mesepályázatát.
Az Amatőr Művészek Fóruma Hitel című pályázatán harmadik helyezett lett az Igaz barátságról című versével, amely egy vers a versben.
A Nincs tovább című verssel második helyet ért el a Tanítványi Láncolat Ez is elmúlik egyszer címmel meghirdetett pályázatán.
2013-ban jelent meg Nincs tovább című versfüzete.
2015-ben az Aquincumi költőversenyen első helyezést ért el.
2015-ben megnyerte a Tanítványi Láncolat és a MA színház közösen kiírt drámapályázatát.
2015-ben a Holnap magazinban jelent meg Kérdések a tükörhöz című verse. https://web.archive.org/web/20150710062658/http://nyomtatott.holnapmagazin.hu/?author=1
2015-ben jelent meg Ördögfing című regénye, melyet A. A. Veres Tamás néven publikált
2016-ban az Aquincumi költőversenyen Pálfordulás előtt című verséért megkapta a Magyar Írószövetség különdíját és megnyerte a helyszínen tartott epigrammaíró versenyt is.
2016-ban megosztott harmadik helyezést ért el irodalom kategóriában a Magyar Művészeti Akadémia által az 1956-os forradalom 60. évfordulójára meghirdetett pályázaton, A névtelen ötvenhatos hősök című verséért
Versei, novellái jelentek meg a Tiszatájban és az Ezredvégben.
2016-ban második helyezett az Inter Japán díj novellapályázaton
2017-től az interjapanmagazin.com oldalon olvasható novellafüzére, a Kazuki és Chisa
2017-ben jelent meg gyerekvers kötete, az Ernő, az elégedetlen elefánt
2018-ban harmadik helyezett az Inter Japán Magazin Inter Japán díj novellapályázatán
2018. június 23-án az abonyi Nagyabonyi Színkör bemutatta Akik megkapták, amit akartak című színdarabját
2018. december 22-én a ceglédi Patkós Irma Színház a ceglédi Református Gyülekezeti Házban bemutatta a Tékozló fiú című színdarabját. A Ceglédi Református Gyülekezeti Házban ez volt az első színdarab bemutató.
2019-ben másodszor nyerte meg az Aquincumi költőversenyt, Krisztus a kereszten című versével.
2019-ben elismerő oklevelet kapott Hé! Halál! című verséért a Salvatore Quasimodo költőversenyen.
2019-ben az Agria folyóirat elkezdte folytatásokban közölni Eger járatain című kisregényét.
2019-ben megnyerte a SióPart folyóirat irodalmi pályázatát vers kategóriában.
2022. szeptember 23-án mutatták be Abonyban a Kossuth Lujza öröksége című színdarabját.
2023. április 11-én Madách szelleme című verséért Spangár András díjat kapott.
2024-ben Jókai-díjat nyert.
2024-ben megnyerte a Mohács 500 verspályázatot

## Kötetei
- Veres "Napoleon Junior" Tamás: 500 iskolai intő; MultiTrade-Hungary, Bp., 2003 (No komplett füzetek)
- 500 iskolai aranyköpés; gyűjt. Veres "Napóleon Junior" Tamás; Marsi-Média Kft., Bp., 2004 (No komplett füzetek)
- Veres "Napoleon Junior" Tamás: No komplett panaszkönyv; Marsi-Média Kft., Bp., 2004 (No komplett füzetek)
- 500 no komplett SMS kérdés; Marsi-Média Kft., Bp., 2005 (No komplett füzetek)
- Ördögfing ( A.A. Veres Tamás néven) Publio kiadó
- Ernő, az elégedetlen elefánt 2017 ( Underground kiadó)
- Halk zene játszik (verses füzet) 2023 Ezredvég kiadó
- Hogyan legyünk boldogok? (novelláskötet) 2023 Holnap kiadó

## További antológiák és kötetek, amelyekben megjelentek az írásai
- A Tollal.hu által megjelentetett Liszt Ferenc és az irodalom című kötetben
- ELiza Beth: Röpke találkozások című gyűjteményében jelent meg az Őrangyal című novellája.
- A 2014. a 2015. és a 2017. 2023. 2024. évi Spangár antológiában (Üzenetek, vallomások, strófák) jelentek meg versei.
- Kárpátok kincse kötetben jelent meg egy meséje